# Henry Condell
Henri Condell (Norfolk, 1568 – Londra, dicembre 1627) è stato un attore teatrale britannico.

## Biografia
Attore della compagnia dei The Lord Chamberlain's Men e, successivamente, dei King's Men, recitò in numerosi opere di William Shakespeare, che era il drammaturgo delle compagnie. Partecipò con certezza anche agli allestimenti del rivale del bardo inglese, Christopher Marlowe.
Della sua vita si sa poco: figlio di un pescivendolo di nome Robert Condell, contrasse matrimonio con una donna chiamata Elizabeth Smart il 24 ottobre 1596, figlia di un gentiluomo. La cerimonia avvenne a Londra, e da ciò è ipotizzabile che Condell rimase nella città dove poi si spense nel dicembre del 1627. Col tempo, divenne co-proprietario del Globe Theatre, dove agiva la compagnia nella quale recitava, e del Blackfriars Theatre.
La sua fama è legata però al First Folio, ossia la prima pubblicazione, non autorizzata, delle opere di William Shakespeare, condotta assieme al collega John Heminges. Il libro, in seguito pervenutoci e sul quale si basano molti studi relativi alla vita del bardo inglese, fu dato alle stampe nel 1623 ed era costituito da 36 lavori.